# Saint-Hyacinthe
Saint-Hyacinthe è una città canadese del Québec sudoccidentale.

## Geografia fisica

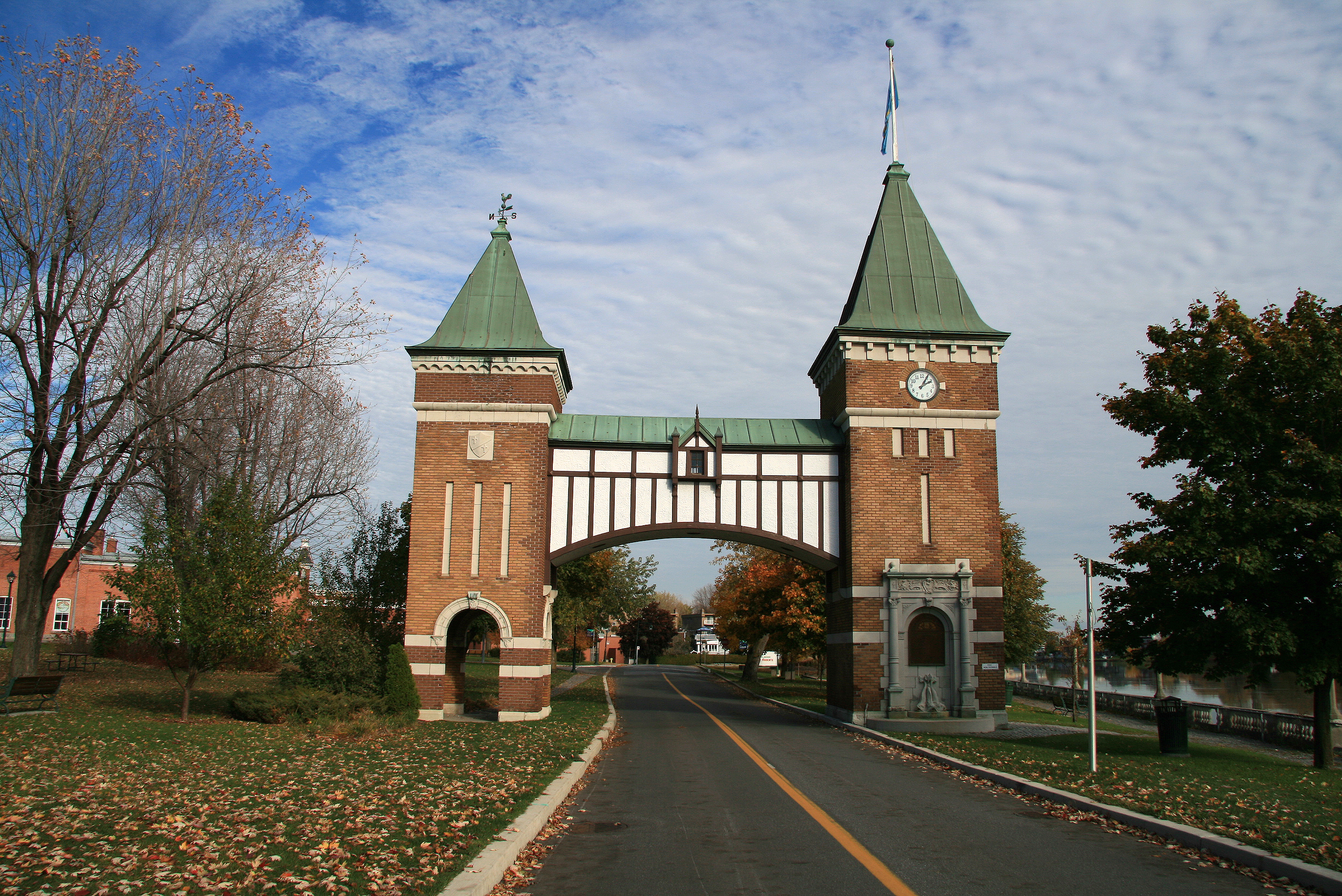
La Porte des Anciens Maires

Si estende su una superficie di 409,56 km2 e nel 2006 contava 55.823 abitanti (136 per km2). Sorge sul fiume Yamaska, a est di Montréal.

## Storia
Nel 1753 la regione dove poi sorgerà la città venne acquistata da Jacques-Hyacinthe-Simon Delorme, il quale le diede il nome del suo santo patrono. Nel 1757 vi si insediò il primo gruppo di coloni provenienti dalla Francia: venne eretta a municipalità nel 1849 e venne elevata al rango di città nel 1857.
Dal 1852 è sede vescovile cattolica (diocesi di Saint-Hyacinthe).